# 베개싸움

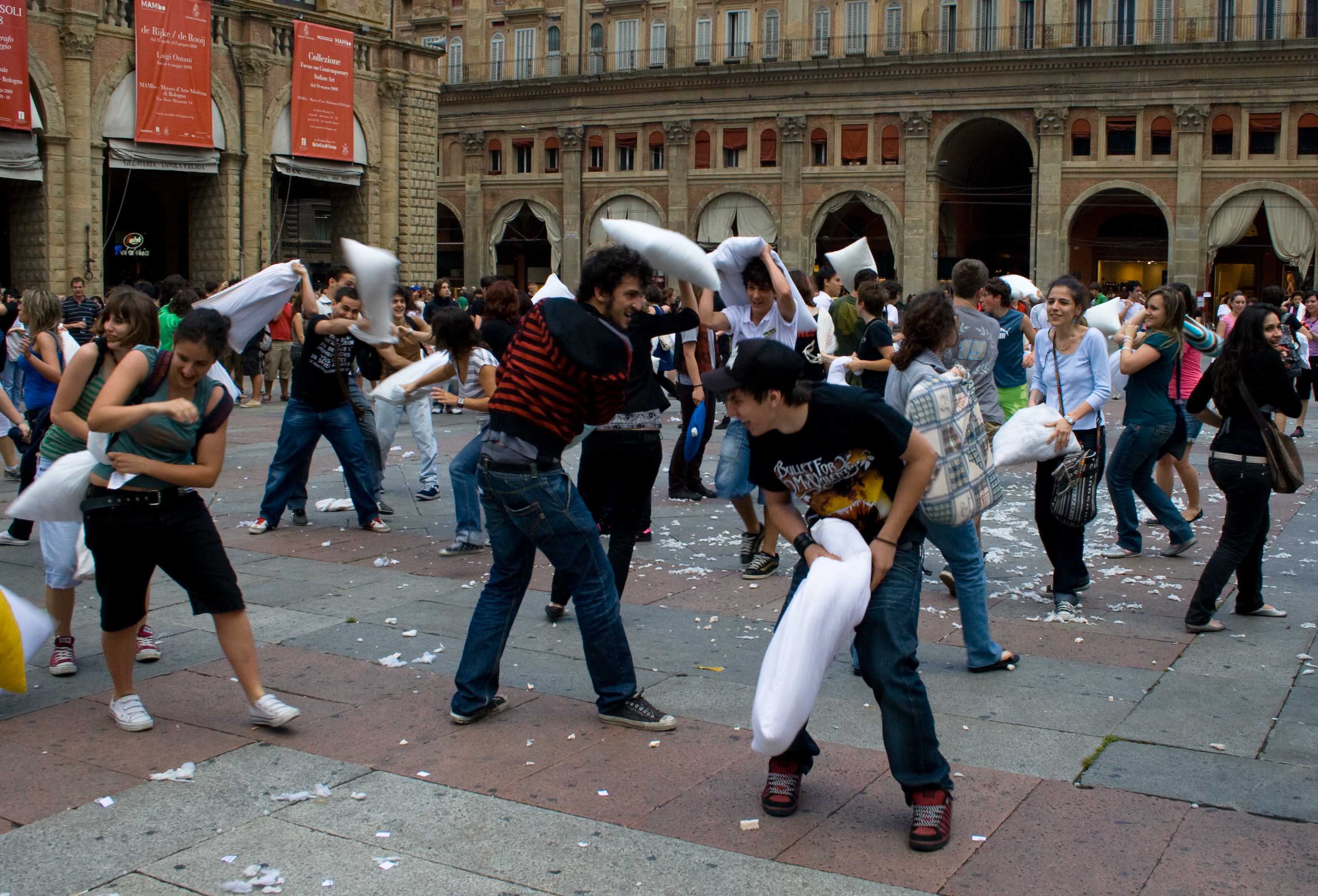
이탈리아 볼로냐의 베개싸움

베개싸움은 두 사람 이상이 각자 베개를 들고 서로에게 던지거나 휘두르며 노는 것을 말한다.
베개싸움으로 인해 발생하는 피해로는 베개의 손괴와 베개싸움 참가자의 상해, 주위에 위치한 사물의 손괴의 세 가지가 있다. 어떤 베개를 사용하느냐에 따라 다르지만 일반적으로 참가자가 상해를 입는 경우는 드물다.

## 문화
4월 첫째주는 '세계 베개싸움의 날'로, 전 세계의 도시에서 대형 베개싸움을 진행한다.

### 대한민국
대한민국에서 베개싸움은 평상시보다는 주로 단체로 여행을 갔을 때 (대체로 학생들의 수학여행이나 수련회 등에서) 하는 것이 일반적이다.

### 일본
일본에서는 마쿠라나게(일본어: 枕投げ)라고 불리며, 수학여행이나 여름캠프에서 많이 한다. 마쿠라는 베개를 의미하고, 나게는 던지다를 의미한다. 특별한 규칙이 없으며, 일본식 료칸에서는 마쿠라나게 게임을 이용해 광고를 하기도 한다.

### 이탈리아
이탈리아에서는 오른쪽 사진처럼 공공장소에서의 베개싸움 퍼포먼스가 있었다.

## 같이 보기
- 베개